# Kobyla (rejon korecki)
Kobyla (ukr. Кобильня, obecnie Весняне) – wieś na Ukrainie w rejonie koreckim obwodu rówieńskiego.